# Pierre Frieden
Pour les articles homonymes, voir Frieden.
Pierre Frieden, né le 28 octobre 1892 à Mertert et mort le 23 février 1959 à Zurich, est un professeur (enseignements secondaire et supérieur), philosophe, homme politique et écrivain luxembourgeois, président du gouvernement de 1958 à sa mort.

## Biographie
Après ses humanités au lycée classique d'Echternach, Pierre Frieden suit - entre 1912 et 1916 - des études de philosophie et de lettres aux cours supérieurs de l'Athénée grand-ducal de Luxembourg, puis aux universités de Fribourg, Zurich, Genève et Munich.
À partir de 1919, ayant obtenu le doctorat luxembourgeois (par le système de la collation des grades), il devient professeur au lycée classique de Diekirch d'abord, puis professeur-bibliothécaire à l'Athénée grand-ducal et, bientôt, aussi professeur de philosophie aux cours supérieurs. 
Après l'avoir destitué de ses fonctions enseignantes, l'occupant allemand le retint enfermé à la prison de Luxembourg-Grund d'abord, puis l'interna du 18 septembre au 4 novembre 1942 au camp de concentration de Hinzert, près de Wittlich en Allemagne ensuite. Après, il fut maintenu en résidence surveillée à son domicile, ceci jusqu'à la fin de la guerre. 
En 1944, après la Libération du Luxembourg, Pierre Frieden, affilié au Parti chrétien-social, devient ministre de l'Éducation, de la Culture et des Sciences au sein du gouvernement Dupong-Bodson, fonction qu'il conserva au sein du gouvernement Bech-Bodson. Dans ce dernier cabinet, il occupait en outre les fonctions de ministre de l'Intérieur et de la Famille.
À partir du 29 mai 1958, Pierre Frieden est ministre d'État, chef du Gouvernement, ceci jusqu’à son décès le 23 février 1959 à Zurich.
Pierre Frieden est marié à Madeleine Kinnen, qui devint la première femme membre d'un gouvernement luxembourgeois.

## Publications (aperçu)
L'œuvre littéraire et philosophique de Pierre Frieden est centrée sur l'homme considéré à la lumière de l'humanisme catholique.
Publications en langue française
- De la primauté du spirituel; Luxembourg, 1960.
- De la formation de l'homme; Luxembourg, 1960.
- Variations sur le thème humaniste et européen; Luxembourg, 1956.
- Vertus de l'humanisme chrétien

Publications en langue allemande
- Das französische Bildungswesen in Geschichte und Gegenwart
- Meditationen um den Menschen. Band 1; 1968.
- Meditationen um den Menschen. Band 2; 1984.
- Die Geburt Europas aus dem Geiste des Humanismus; 1953.
- Fritz Endres. Erlebnisse aus Gefängnis und KZ; 1945.

## Littérature concernant Pierre Frieden
- Présence de Pierre Frieden; mémorial publié à l'occasion du centenaire de sa naissance par Rosemarie Kieffer et Madeleine Frieden-Kinnen; Luxembourg (éditions Saint-Paul), 1995; 256 pages. - Diverses contributions, notamment sur la pensée philosophique de P. Frieden.
- Rosemarie Kieffer, Un grand Européen - Pierre Frieden (1892-1959); in: Réflexions, n° 8 / Décembre 1992; Luxembourg, 1992; pp. 10-12 (ill.).